# Piotr Żyła
Piotr Paweł Żyła, född 16 januari 1987 i Cieszyn i Schlesien, är en polsk backhoppare. Han representerar KS Wisła Ustronianka.

## Karriär
Piotr Żyła startade sin internationella karriär i FIS-cupen, tredje högsta nivå inom internationell backhoppning, efter världscupen och kontinentalcupen. Han startade i kontinentalcupen i St. Moritz i Schweiz 26 december 2004. Żyła tävlade i junior-VM 2005 i Rovaniemi i Finland. Där blev han nummer 14 individuellt och vann en silvermedalj i lagtävlingen 4,0 poäng efter Slovenien och 26,5 poäng före bronsvinnarna från Finland.
Żyła debuterade i världscupen i Ōkurayama-backen i Sapporo i Japan 22 januari 2006. Han blev nummer 20 i sin första världscupdeltävling. Under Skid-VM 2007 i Sapporo blev Piotr Żyła nummer 42 i normalbacken (Miyanomori) och nummer 35 i stora backen. I lagtävlingen blev han nummer fem med polska laget. 
Piotr Żyła har växlat mellan världscupen och kontinentalcupen. Hans bästa resultat hittills i den totala världscupen kom säsongen 2011/2012 då han blev nummer 19 sammanlagt. Samma säsong blev han nummer 39 sammanlagt i tysk-österrikiska backhopparveckan. Żyła startade i skidflygnings-VM 2008 i Heini Klopfer-backen i Oberstdorf i Tyskland. Han tävlade i lagtävlingen och blev nummer 10.
Żyła deltog i Skid-VM 2011 i Oslo i Norge. Han tävlade i samtliga grenar. I normalbacken (Midstubakken) blev Żyła nummer 19 individuellt och nummer 4 i lagtävlingen. I stora backen (Holmenkollbakken) blev han nummer 21 individuellt och nummer 5 i lagtävlingen.  
Under skidflygnings-VM 2012 i Vikersund i Norge blev Żyła nummer 33 individuellt och nummer 7 i lagtävlingen.
Piotr Żyła har fyra silvermedaljer och tre bronsmedaljer från polska mästerskap i perioden 2009 till 2012.